# San Casciano dei Bagni
San Casciano dei Bagni település Olaszországban, Toszkána régióban, Siena megyében. Lakosainak száma 1500 fő (2023. január 1.). San Casciano dei Bagni Abbadia San Salvatore, Fabro, Piancastagnaio, Proceno, Radicofani, Sarteano, Cetona, Acquapendente, Allerona és Città della Pieve községekkel határos.

## Népesség
A település lakossága az elmúlt években az alábbi módon változott:
| Lakosok száma | 1745 | 1601 | 1573 | 1500 |
|               | 2008 | 2017 | 2018 | 2023 |